# Chiaki Takahashi
Chiaki Takahashi (たかはし 智秋 in precedenza 高橋 千晶?, Takahashi Chiaki; Yokohama, 7 maggio 1977) è una doppiatrice, cantante e modella giapponese, in precedenza affiliata con le agenzie Aoni Production ed Arts Vision, e da settembre 2007 freelance.
Il 10 ottobre 2000, ha cambiato la scrittura in kanji del proprio nome, lasciando però inalterata la pronuncia. In precedenza, è stata un membro del gruppo j-pop Aice5. Nel 2011 ha debuttato come cantante solista con il singolo Kon'ya wa Chupa♡Riko.

## Ruoli principali

### Anime
- Akane Maniax: Mitsuki Hay:e
- Angelic Layer: shop worker (ep 1)
- Aquarian Age: Sign for Evolution: girl (ep 5)
- Bleach: Haineko
- Chaos;Head: Yua Kusunoki
- Cosplay Complex: Reika Aoshima
- Crayon Shin-chan: female customer; female high school student
- DanDaDan: Queen
- Daphne in the Brilliant Blue: Hostess; Mitzue Takah:hi
- Final Approach: Emiho Mutsu
- Fortune Dogs: Ai-chan
- Full Metal Panic!: Ai Tanabe (eps 1, 2, 4, 8); announcer (ep 14); Shiori Kudou (eps 3, 5, 7, 9)
- Futakoi: Ai Momoi; Billy
- Futakoi Alternative: Ai Momoi
- Gantz: Reporter (ep 4)
- Hellsing: Jessica
- Hikaru no Go: student (ep 7)
- Hoshizora e kakaru hashi: Tsumugi Tōdō
- Inuyasha: Princess (ep 22); Villager (Ep 18)
- Lost Song: Alea Golt / Pony Goodlight
- Kaleido Star: Female Customer
- Kimi ga Nozomu Eien: Mitsuki Hay:e (under the name of Tomoko Ishib:hi)
- Knight Hunters Eternity (ep 7)
- Kokoro Library: Kaji's Angel (ep 5)
- Magical Kanan: Calendula
- Mao-chan: Mio Nanba; Officer (Eps 2,5)
- Mirage of Blaze: Wakamono (Ep 6)
- Otome wa Boku ni Koishiteru: Takako Itsukushima
- Panyo Panyo Di Gi Charat: Girl 3
- Pilot Candidate: Repairer A
- Rio: Rainbow Gate!: Rina Tachibana
- School Days: Nanami Kanroji
- Sugar: A Little Snow Fairy: Dove
- The Daichis - Earth Defence Family: announcer (ep 6); child B (ep 7); child C (ep 5); girl C (ep 1); Sanae's voice (ep 8); student (ep 12); student C (ep 4); student G (ep 2)
- Yatterman 2008: Omotchama
- Sei in arresto!: primary school student (ep 19)
- Zoids Genesis: A Kan (eps 16-17)
- Sailor Moon Crystal: Eudial
- Choujigen game neptune: Arfoire

### Videogiochi
- Akane Maniax: Mitsuki Hay:e
- Armored Core V: Carol Dorry
- Baten Kaitos: Le Ali Eterne e L'oceano Perduto: Xelha
- BlazBlue: Calamity Trigger: Litchi Faye Ling
- BlazBlue: Continuum Shift: Litchi Faye Ling
- BlazBlue: Chrono Phantasma: Litchi Faye Ling
- BlazBlue: Central Fiction: Litchi Faye Ling
- BlazBlue Alternative: Dark War: Litchi Faye Ling
- Bravely Default: Holly White
- Chaos;Head: Yua Kusunoki
- Chaos;Head Noah: Yua Kusunoki
- Chaos;Head Love Chu Chu!: Yua Kusunoki
- Forever Kingdom: Solca
- Galerians: Ash: Cas
- Genshin Impact: Xinyan
- Hoshizora e kakaru hashi: Tsumugi Tōdō
- Hyperdimension Neptunia Mk2: Magic the Hard
- Hyrule Warriors: Famirè
- The Idolmaster: Azusa Miura
- Kimi ga Nozomu Eien: Mitsuki Hay:e
- Kurohyō: Ryū ga Gotoku Shinshō: Yurika
- Muv-Luv Alternative: Mitsuki Hay:e
- Nights of Azure 2: Bride of the New Moon: Vallderossa
- Quiz Magic Academy: Amelia
- School Days: Nanami Kanroji
- Shin Megami Tensei: Strange Journey Redux: Maya
- SNK Heroines: Tag Team Frenzy: Terry Bogard
- SWAN SONG: Yuka S:aki (under the name of Yuka S:aki)
- The Legend of Zelda: The Wind Waker: Famirè
- Vanguard Princess: Hilda Rize